# Comuna Krîkivți, Nemîriv
Krîkivți (în ucraineană Криківці) este o comună în raionul Nemîriv, regiunea Vinnița, Ucraina, formată din satele Budkî, Danîlkî, Krîkivți (reședința) și Sorokoteajînți.

## Demografie
Componența lingvistică a satului Krîkivți
     Ucraineană (98,94%)
     Alte limbi (0,35%)
Conform recensământului din 2001, majoritatea populației satului Krîkivți era vorbitoare de ucraineană (98,94%), existând în minoritate și vorbitori de alte limbi.